# 태극3장
태극3장은 국기원에서 정의한 대로 국기 태권도에서 수련되는 8가지 태권도 형식 중 세 번째 품새로, 팔괘의 ☲, "火", "이"를 의미한다. 국기 태권도 6급 수련생들이 다음 등급(5급)으로 승급하기 위해 자주 이 수련을 한다.

## 같이 보기
- 태극1장
- 태극2장
- 태극3장
- 태극4장
- 태극5장
- 태극6장
- 태극7장
- 태극8장

## 참고 자료
“poomsae styles”. 세계 태권도 연맹. 2015년 1월 18일에 원본 문서에서 보존된 문서. 2023년 8월 5일에 확인함.